# Josh Rock
	Josh Rock  (Antrim, 2001. április 13. –) északír dartsjátékos. 2022-től a Professional Darts Corporation tagja. 2022-ben megnyerte a PDC ifjúsági világbajnokságát. Beceneve "Rocky".

## Pályafutása

### PDC
Rock a 2022-ben a PDC által megrendezett Q-School utolsó napján honfitársa Nathan Rafferty ellen nyert, ezzel elnyerte a jogot, hogy az elkövetkező évben a PDC versenyein való részvételre. 
2022 februárjában a Development Tour versenyen játszott először a PDC-ben, ahol az első versenyén döntőben jutott, amiből két győzelmet is sikerült szereznie. 
A 2022-es Grand Slam of Darts versenyre is kvalifikálta magát, ahol a legjobb 16 közé sikerült kerülnie. A mérkőzésen Michael van Gerwentől 10–8-as vereséget szenvedett, de a mérkőzésen Rocknak sikerült megdobnia az első televíziós kilencnyilasát. Novemberben Rock megnyerte a PDC ifjúsági-világbajnokságát, amelynek döntőjében 104,13-as átlaggal 6–1-re győzte le a skót Nathan Girvant.

## Világbajnoki szereplései

### PDC
- 2023: Negyedik kör (vereség  Jonny Clayton ellen 3–4)
- 2024: Második kör (vereség  Berry van Peer ellen 1–3)
- 2025: Harmadik kör (vereség  Chris Dobey ellen 2–4)

## Tornagyőzelmei

### PDC
Players Championships
- Players Championship (BAR): 2022
- Players Championship (LEI): 2024, 2025
- Players Championship (MK): 2024

Development Tour
- Development Tour: 2022 (x5)

European Tour Events
- Dutch Darts Championship: 2024

PDC World Youth Championship
- World Youth Championship: 2022

PDC-csapatvilágbajnokság
- PDC World Cup of Darts (csapat): 2025

## Döntői

### PDC csapatversenyek: 1 döntős szereplés
| Eredmény | Sorszám | Év   | Bajnokság          | Ország         | Csapattárs   | Ellenfél a döntőben                   | Pontok   |
| Győztes  | 1.      | 2025 | World Cup of Darts | Észak-Írország | Daryl Gurney | Wales (Gerwyn Price és Jonny Clayton) | 10–9 (l) |

1. ↑  (l) = pontszám legekben, (sz) = pontszám szettekben.

## Televíziós kilencnyilasai
| Időpont            | Ellenfél           | Torna               | Kombináció                      |
| ------------------ | ------------------ | ------------------- | ------------------------------- |
| 2022. november 17. | Michael van Gerwen | Grand Slam of Darts | 3 x T20; 3 x T20; T20, T19, D12 |